# Renta de salinas
La renta de salinas consiste en la explotación, fabricación y venta exclusiva de las sales hechas por la hacienda pública. 
Aunque Alfonso X y Felipe II declararon las salinas de España propiedad de la corona, sin embargo, fuese por un resto de las ideas generosas de los antepasados o por la trascendencia que en el bien público tenía el estanco de una sustancia tan abundante en la península ibérica, las cortes y su diputación conservaron el derecho de fijar el precio, hasta que casi en el siglo XIX se anuló esta facultad, pasando a la superintendencia general de rentas, la cual aumentó la cuota con pretexto de mantener los regimientos de milicias, componer los caminos, amortizar las deudas del estado y socorrer las necesidades extraordinarias de la corona.
El método establecido en la antigüedad para el gobierno de esta renta, se reducía al establecimiento de varias fábricas de sales desde donde se pasaba la sal a unos almacenes, que conservaron el nombre arábigo de alfolíes, de donde sacaban los pueblos la cantidad que se les señalaba. Este método excitó las quejas de los contribuyentes, los cuales solicitaron sin fruto en las cortes de Medina de 1318, de Alcalá de Henares de 1345 y de Valladolid de 1351, 

que como fuera usado traerla de otras partes fasta allí, que pasara ansí: que mandase quitar los alfolíes, é que comiesen sal donde la pudiesen haber; é que S. M. diese licencia á los mercaderes para que la vayan á comprar á otras partes la sal que hobiesen menester para su mantenimiento, para cortar los grandes daños que rescebian los conceios de las villas é logares de las marinas de Castilla é de Leon, de Galicia é de Asturias, por la gran mengua de sal que hobieron é han.

A pesar de estas demostraciones, continuó el estanco de la sal habiéndose agravado los perjuicios económicos que causa esta renta con las ordenanzas sancionadas para su manejo. Según ellas, solo la hacienda podía sacar sal de los pozos y minas. A los particulares se les prohibía abastecerse en tiendas distintas de las del rey e introducirla para su consumo de reinos extranjeros, bajo pena de su confiscación, la de los carros, bagajes y embarcaciones y de pasar a presidio si era noble el reo y a galeras si villano, con extensión de la pena a cuantos le hubieren dado favor y auxilio.
Estaba prohibido el uso de las aguas salobres y de los mineros que la hacienda abandonaba, bajo pena de multa y presidio, por más o menos cantidad y años, según la reincidencia, extensiva a los que compraren sal de contrabando o robaran en las salinas o alfolíes reales. En las causas de fraude de sal estaban autorizados los indicios, las conjeturas, las presunciones y las pruebas privilegiadas, pudiendo los dependientes, con prueba semiplena, registrar las casas, las iglesias y los conventos.